# Аллен (Мёрт и Мозель)
Алле́н (фр. Allain) — коммуна во французском департаменте Мёрт и Мозель региона Лотарингия. Относится к  кантону Коломбе-ле-Бель.	

## География

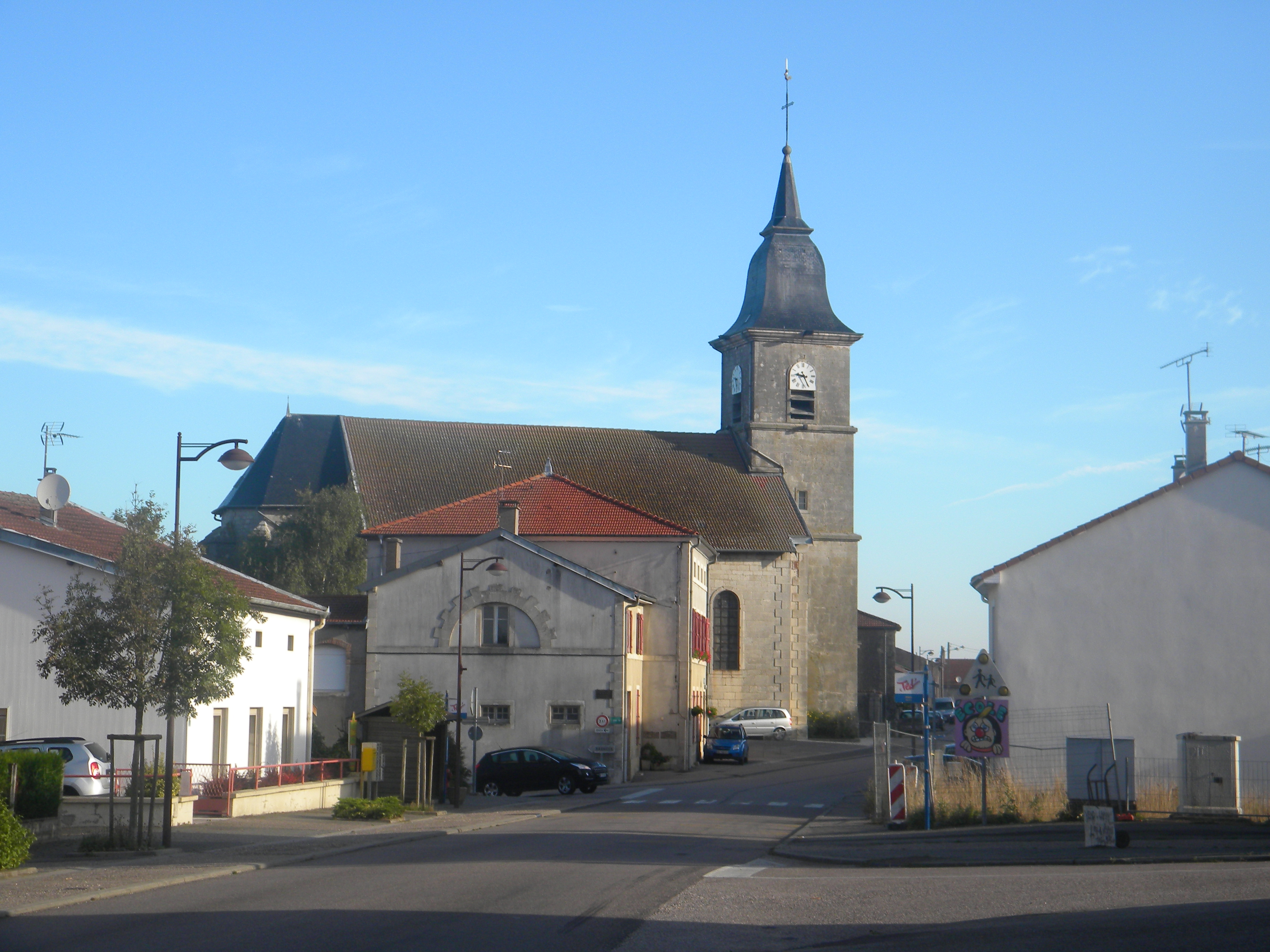
Церковь Сен-Морис.

Аллен расположен в 26 км к юго-западу от Нанси на границе с департаментами Мозель и Вогезы. Соседние коммуны: Оше и Тюйе-о-Грозей на северо-востоке, Крепе на юго-востоке, Коломбе-ле-Бель на юге, Баризе-о-Плен на юго-западе, Баризе-ла-Кот на западе, Баньо и Крезий на северо-западе.

## История
- На территории коммуны находятся следы периода неолита, галло-романской и франкской культур.

## Демография
По переписи 1999 года в коммуне проживало 387 человек.

## Достопримечательности
- Останки древнеримской дороги в местечке От-Борн.